# Blackmore
Blackmore is een dorp en civil parish in het Engelse graafschap Essex. Het dorp ligt circa 5 kilometer ten oosten van Chipping Ongar en 7 kilometer ten noorden van Brentwood. In het Domesday Book wordt het dorp Phingaria genoemd, hetgeen de Latijnse vertaling is voor de Engelse naam Fingrith. Fingrith (Hall) is het noordelijke deel van de parish Blackmore. Het dorp Blackmore is vermoedelijk ontstaan in de middeleeuwen met de naam als verwijzing naar een zwart moeras. In het dorp staat de Sint-Laurencekerk.